# Talinella boiviniana
Talinella boiviniana är en tvåhjärtbladig växtart som beskrevs av Henri Ernest Baillon. Talinella boiviniana ingår i släktet Talinella och familjen Talinaceae. Inga underarter finns listade i Catalogue of Life.